# مصنع المدينة مصراتة
شركة المدينة مصراتة للطلاء والمعاجين هي شركة ليبية تأسست سنة 1993 في مدينة مصراتة تعمل في مجال الطلاء والمعاجين بدأت أولى عمليات إنتاجها بانتاج الدهانات الزيتية والمائية ثم قام المصنع بفتح خطوط إنتاج لمختلف أنواع المعاجين والدهانات كما يمتلك المصنع مختبر أبحاث مجهز بالكامل للعمل في مجال الدهانات والمعاجين.

## المجال
تعتبر "شركة المدينة مصراته لصناعة مواد الطلاء والمعجين" من أعرق وأشهر المؤسسات الصناعية الليبية في العالم العربي والشرق الأوسط. بالتعاون مع أفضل الخبراء في مجال تصنيع الدهانات من مستشارين ومهندسين وكيميائيين وأيدي عاملة مدربة على أعلى مستوى من الأداء والتميز.
منذ نشأتها عام 1993م وهي تسعي لتكون فخرًا للصناعة الليبية بل سفيرًا لها في المحافل الصناعية والمعارض العالمية لتجعل جملة "صنع في ليبيا" مصباحًا مضيئًا في سماء عالم الدهانات.
فبدأت العمل بآلة واحدة في مساحة قدرها أربعمائة متر، والآن أصبحت على مساحة شاسعة.
وهي تعتبر "أول منشأة خاصة بليبيا في مجال الدهانات تحصل على شهادات عالمية كالمطابقة للمواصفات القياسية لنظام الإدارة ومتطلبات الجودة (ISO 9001:2008) والمطابقة للمواصفات القياسية لنظام إدارة البيئة (ISO 14001:2004) ونظام إدارة متطلبات السلامة والصحة المهنية (OHSAS 18001:2007). إضافة إلى حصول ثلاث من منتجاتها على علامة الجودة الليبية.
هناك خبرات ألمانية وإيطالية تساهم بتطوير آلات دهانات المدينة مصراته.
قامت الشركة بإنشاء مختبرات معملية للأبحاث والتطوير مجهزه بأفضل الأجهزة العلمية والعالمية وذلك للوصول إلى أفضل وأجود منتج في عالم الدهانات، ومن خلال تلك المعامل العلمية استطاعت استخدام "التلوين الإلكتروني" في مجال الدهانات ليمثل طفرة ذوقية وفنية لم يشهدها البعض من منافسيهم في ليبيا والشرق الأوسط.
والجدير بالذكر أن الشركة شهدت انفراجة في التوسعات الإنشائية والبنية التحتية للمصنع، وقامت شركات ألمانية وإيطالية بالمساهمة بخبراتهم العالمية في تأسيس المصنع بآلات حديثة وأجهزة متطورة.

## المنتجات
1. دهانات مائية
2. دهانات زيتية
3. الأساسات والمعاجين
4. العوازل
5. دهانات الأخشاب
6. الدهانات الخارجية الزخرفية
7. الدهانات المتخصصة
8. دهانات الطرق
9. الدهانات الزخرفية

## شهادات الجودة
1. علامة الجودة الليبية هذا الترخيص يصدر من المركز الوطني للمواصفات والمعايير القياسية بليبيا، وظهور علامة الجودة على أي منتج يؤكد مطابقته للمواصفات الليبية والمتطلبات الفنية تحصل عليها المصنع بتاريخ 27/12/2005
2. شهادة المطابقة للمواصفات القياسية لنظام إدارة البيئة (الأيزو ISO 14001:2004) حصل المصنع على الشهادة بتاريخ 09/12/2005
3. شهادة المطابقة للمواصفات القياسية لنظام إدارة السلامة والصحة المهنية ((OHSAS 18001:2007) الأيزوOHSAS 18001:2007 حصل عليها المصنع بتاريخ 25/09/2009
4. شهادة المطابقة للمواصفات القياسية لنظام إدارة الجودة (الأيزو ISO 9001:2008) حصل عليها المصنع بتاريخ 25/09/2009[1]

## وصلات خارجية
دهانات المدينة مصراته موقع آخر دهانات المدينة مصراته افضل شركات الدهانات في ليبيا